# Eberstadt
Eberstadt (pronunciación en alemán: /ˈeːbɐʃtat/ⓘ) es un municipio del distrito de Heilbronn, Baden-Wurtemberg, Alemania. Es conocido por su viticultura y su encuentro internacional anual de salto de altura (el Internationales Hochsprung-Meeting Eberstadt).